# مركو (بوكرام)
مركو هو دُوَّار يقع بجماعة مولاي عيسى بن إدريس، إقليم أزيلال، جهة بني ملال خنيفرة في المملكة المغربية. ينتمي الدوّار لمشيخة بوكرام التي تضم 3 دواوير. يقدر عدد سكانه بـ 755 نسمة حسب الإحصاء الرسمي للسكان والسكنى لسنة 2004.

## روابط خارجية
- البوابة الوطنية للجماعات الترابية نسخة محفوظة 12 مارس 2018 على موقع واي باك مشين.
- المندوبية السامية للتخطيط